# Луцій Невій Сурдін
Луцій Невій Сурдін (лат. Lucius Naevius Surdinus) — політичний діяч ранньої Римської імперії, консул-суффект 30 року.
Походив з плебейського роду Невіїв. Його батько, тезка, був претором по справах іноземців (лат. pretor peregrinus) у 9 році до н. е., що замостив каменем площу на Римському форумі
Про самого Луція відомостей вкрай мало, у 30 році він був консулом-суффектом разом з Гаєм Кассієм Лонгіном. Ні про хід їхньої каденції, ні про подальшу долю Луція Невія Сурдіна нічого невідомо.